# Jan Frodeno
Jan Frodeno (Keulen, 18 augustus 1981) is een Duitse triatleet die in 2008 olympisch kampioen werd. Tevens is Frodeno sinds 2016 wereldrecordhouder triatlon met een tijd van 7:35.39.
Frodeno kende zijn doorbraak in 2004, hij werd Duits kampioen bij de beloften en behaalde de zilveren medaille op het WK voor onder 23-jarigen. Tijdens het daaropvolgende seizoen kwam hij regelmatig in actie in de wereldbekers en werd hij zesde op het Europees kampioenschap.
In 2006 behaalde hij de negende plaats in de eindstand van de algemene wereldbeker. Eén seizoen later werd hij voor het eerst Duits kampioen bij de elite en werd hij zesde op het wereldkampioenschap, waarmee hij een startplaats verdiende voor de Olympische Spelen 2008. In het jaar voor die Spelen werd hij ook nog vice-Europees kampioen.
Zijn grootste succes behaalde hij in Peking door verrassend olympisch kampioen te worden, hij haalde het in de sprint voor de Canadees Simon Whitfield.

## Titels
- Olympisch kampioen triatlon - 2008
- Wereldkampioen Ironman - 2015, 2016, 2019
- Wereldkampioen Ironman 70.3 - 2015, 2018
- Duits kampioen triatlon - 2006
- Wereldrecord triatlon - 2016

## Onderscheidingen
- Silbernes Lorbeerblatt: 2008
- Champion des Jahres: 2008
- Saarsportler des Jahres: 2008, 2009

## Palmares
Wereldkampioenschappen en Olympische Spelen dikgedrukt

### triatlon
- 2003: 31e Wereldbeker in Hongarije
- 2004:  WK < 23 jaar olympische afstand
- 2004: 7e ITU wereldbekerwedstrijd in Mexico
- 2004: 9e ITU wereldbekerwedstrijd in Japan
- 2004: 16e ITU wereldbekerwedstrijd in Hongarije
- 2005:  Olympische Test in China
- 2005: 4e ITU wereldbekerwedstrijd in Mexico
- 2005: 5e ITU wereldbekerwedstrijd in Hongarije
- 2005: 11e ITU wereldbekerwedstrijd in Hawaï
- 2005: 6e EK olympische afstand in Lausanne - 1:56.21
- 2005: 23e Wereldkampioenschappen olympische afstand in Gamagōri - 1:51.40
- 2006: 5e ITU wereldbekerwedstrijd in Peking
- 2006:  ITU wereldbekerwedstrijd in Tiszaujvaros
- 2006:  ITU wereldbekerwedstrijd in Richards Bay
- 2006: 13e ITU wereldbekerwedstrijd in Madrid
- 2006:  ITU wereldbekerwedstrijd in Mazatlán
- 2006: 37e EK olympische afstand in Autun - 2:04.02
- 2006: 30e Wereldkampioenschappen olympische afstand in Lausanne - 1:55.33
- 2007:  EK olympische afstand in Kopenhagen - 1:52.15
- 2007: 6e Wereldkampioenschappen olympische afstand in Hamburg - 1:43.57
- 2008:  ITU wereldbekerwedstrijd in Tongyeong - 1:38.23
- 2008:  ITU wereldbekerwedstrijd in Hamburg - 1:46.58
- 2008:  Olympische Spelen Peking - 1:48.53,28
- 2009: 10e ITU wereldbekerwedstrijd in Madrid - 1:53.19
- 2009: 6e ITU wereldbekerwedstrijd in Washington - 1:50.32
- 2009: 10e ITU wereldbekerwedstrijd in Hamburg - 1:44.55
- 2009:  ITU wereldbekerwedstrijd in Yokohama - 1:44.31
- 2009:  ITU wereldbekerwedstrijd in Gold Coast - 1:45.21
- 2009: 4e Wereldkampioenschappen triatlon (Wereldbeker overall) - 3162 p
- 2012: 6e Olympische Spelen Londen - 1:47.26
- 2013: 10e Wereldkampioenschappen sprintafstand in Hamburg - 52.02
- 2013:  Ironman 70.3 Duitsland (in Wiesbaden)
- 2013: 39e Wereldkampioenschappen triatlon (WTS) - 826 p
- 2014:  Ironman 70.3 Auckland
- 2014:  Ironman 70.3 Oceanside
- 2014:  Ironman 70.3 St. George
- 2014:  Ironman Frankfurt
- 2014:  Wereldkampioenschappen Ironman 70.3 Mont Tremblant
- 2014:  Wereldkampioenschappen Ironman Hawaï
- 2015:  Ironman 70.3 Oceanside
- 2015:  Ironman 70.3 Barcelona
- 2015:  Ironman Frankfurt
- 2015:  Wereldkampioenschappen Ironman 70.3 Zell am See
- 2015:  Wereldkampioenschappen Ironman Hawaï
- 2016:  Ironman 70.3 Dubai
- 2016:  Ironman Lanzarote
- 2016:  Wereldkampioenschappen Ironman Hawaï
- 2017:  Ironman 70.3 Barcelona
- 2017:  Ironman Oostenrijk
- 2018:  Ironman 70.3 Oceanside
- 2018:  Ironamn 70.3 Kraichgau
- 2018:  Ironman Frankfurt
- 2018:  Wereldkampioenschappen Ironman 70.3 Zuid-Afrika
- 2019:  Ironman 70.3 Kraichgau
- 2019:  Ironman Frankfurt
- 2019:  Ironman 70.3 Gdynia
- 2019:  Wereldkampioenschappen Ironman Hawaï

2000: Simon Whitfield ·
2004: Hamish Carter ·
2008: Jan Frodeno · 
2012: Alistair Brownlee · 
2016: Alistair Brownlee · 
2020: Kristian Blummenfelt · 
2024: Alex Yee
1978 Gordon Haller ·
1979 Tom Warren ·
1980 Dave Scott ·
1981 John Howard ·
1982 (feb.) Scott Tinley ·
1982 (okt.) Dave Scott ·
1983 Dave Scott ·
1984 Dave Scott ·
1985 Scott Tinley ·
1986 Dave Scott ·
1987 Dave Scott ·
1988 Scott Molina ·
1989 Mark Allen ·
1990 Mark Allen ·
1991 Mark Allen ·
1992 Mark Allen ·
1993 Mark Allen ·
1994 Greg Welch ·
1995 Mark Allen ·
1996 Luc Van Lierde ·
1997 Thomas Hellriegel ·
1998 Peter Reid ·
1999 Luc Van Lierde ·
2000 Peter Reid ·
2001 Tim DeBoom ·
2002 Tim DeBoom ·
2003 Peter Reid ·
2004 Normann Stadler ·
2005 Faris Al-Sultan ·
2006 Normann Stadler ·
2007 Chris McCormack ·
2008 Craig Alexander ·
2009 Craig Alexander ·
2010 Chris McCormack ·
2011 Craig Alexander ·
2012 Sebastian Kienle ·
2013 Frederik Van Lierde ·
2014 Pete Jacobs ·
2015 Jan Frodeno ·
2016 Jan Frodeno ·
2017 Patrick Lange ·
2018 Patrick Lange ·
2019 Jan Frodeno
2006 Craig Alexander ·
2007 Andy Potts ·
2008 Terenzo Bozzone ·
2009 Michael Raelert ·
2010 Michael Raelert ·
2011 Craig Alexander ·
2012 Sebastian Kienle ·
2013 Sebastian Kienle ·
2014 Javier Gómez ·
2015 Jan Frodeno ·
2016 Timothy Reed ·
2017 Javier Gómez ·
2018 Jan Frodeno ·
2019 Gustav Iden ·
2021 Gustav Iden ·
2022 Kristian Blummenfelt ·
2023 Rico Bogen
- Gemeinsame Normdatei: 1132721148
- Virtual International Authority File: 2014149619405004010005
- WorldCat: E39PBJd8bqC84wJrCMX9BhcHG3